# Віть
Віть, Віта — річка стариця в Україні, у Новгород-Сіверському й Шосткинському районах Чернігівської й Сумської областей. Ліва притока Десни (басейн Дніпра).

## Опис
Довжина річки приблизно 23,9 км.

## Розташування
Витікає з Десни на північно-західній околиці Новгорода-Сіверського. Тече переважно на південний схід через Погребки і на південно-східній стороні від Чулатів впадає у річку Десну, ліву притоку Дніпра.

## Цікавий факт
- У XIX столітті біля витоку річки було озеро Віть.